# 邦克希爾鎮區 (密西根州)
邦克希爾鎮區（英語：Bunker HIll Township）是位於美國密西根州英厄姆縣的一個行政鎮區。

## 地方資料
邦克希爾鎮區的面積為85.29平方千米，當中陸地面積為85.16平方千米，而水域面積為0.13平方千米。根據2020年美國人口普查的數據，當地共有人口1966人，而人口密度為每平方千米23.05人。